# Jessica Turner
Jessica Turner (* 8. August 1995 in Derby) ist eine britische Sprinterin und Hürdenläuferin, die sich auf die 400-Meter-Distanz spezialisiert hat.

## Sportliche Laufbahn
Erste internationale Erfahrungen sammelte Jessica Turner im Jahr 2013, als sie bei den Junioreneuropameisterschaften in Rieti im 400-Meter-Hürdenlauf  das Halbfinale erreichte und dort mit 61,09 s ausschied. Im Jahr darauf schied sie auch bei den Juniorenweltmeisterschaften in Eugene mit 60,39 s im Halbfinale aus und 2017 gewann sie bei den U23-Europameisterschaften in Bydgoszcz in 56,08 s die Silbermedaille hinter der Italienerin Ayomide Folorunso und mit der britischen 4-mal-400-Meter-Staffel belegte sie in 3:30,74 min Rang vier. Anschließend schied sie bei den Weltmeisterschaften in London mit 56,98 s im Vorlauf aus und erreichte dann bei der Sommer-Universiade in Taipeh das Finale, in dem sie mit 57,45 s den fünften Platz belegte. 2018 scheiterte sie bei den Commonwealth Games im australischen Gold Coast, bei denen sie für England an den Start ging, mit 58,26 s in der ersten Runde. Im Jahr darauf erreichte sie bei den Weltmeisterschaften in Doha das Halbfinale im Hürdenlauf und schied dort mit 55,87 s aus, während sie der britischen Staffel zum Finaleinzug verhalf. Auch bei den World Athletics Relays 2021 im polnischen Chorzów verhalf sie dem britischen Team zum Finaleinzug. Anfang Juni siegte sie in 54,89 s beim P-T-S Meeting und wurde wenige Tage später in 54,79 s Dritte bei der Golden Gala Pietro Mennea in Florenz. Im August nahm sie an den Olympischen Sommerspielen in Tokio teil und gelangte dort bis ins Halbfinale, in dem sie mit 60,36 s ausschied. 
2021 wurde Turner britische Meisterin im 400-Meter-Hürdenlauf.

## Persönliche Bestzeiten
- 400 Meter: 52,57 s, 5. September 2020 in Manchester
  - 400 Meter (Halle): 56,28 s, 18. Januar 2014 in Sheffield
- 400 m Hürden: 54,77 s, 29. Mai 2021 in Oordegem